# Nauru Phosphate Corporation
Pour les articles homonymes, voir NPC.

Sur cette carte on peut se rendre compte de l'emprise territoriale de la NPC.

Terres exploitées par la Nauru Phosphate Corporation et ces prédécesseurs sur le plateau nauruan, seuls les pourtours de la lagune Buada, le massif du Command Ridge et les abords des infrastructures de la NPC ont échappé à l'extraction du phosphate.

La Nauru Phosphate Corporation (NPC) est une entreprise publique dont l'activité est l'extraction du phosphate présent dans le sous-sol de l'île de Nauru. Elle est l'héritière des différentes compagnies britanniques qui se sont succédé depuis le début du XXe siècle : la Pacific Islands Company, la Pacific Phosphate Company et la British Phosphate Commission. L'économie de Nauru dépendait presque exclusivement de cette industrie jusqu'au quasi-épuisement des ressources en phosphate au tournant du XXIe siècle. En 2005, la NPC a été restructurée et rebaptisée RONPHOS.

## Présentation
En mai 2005, la NPC employait environ 1 500 personnes soit les trois quarts des travailleurs de l'île.
L'extraction du phosphate se fait à ciel ouvert sur le plateau central de Nauru qui occupe 80 % de l'île. Une fois la végétation et la terre enlevées, le phosphate est directement accessible entre des pitons de calcaire corallien hauts de plusieurs mètres et est prélevé par des tractopelles et des grues. Un stock de minerai est constitué au centre du plateau et est ensuite chargé sur des camions (anciennement un train) qui l'achemine jusqu'à l'usine de traitement au pied du plateau. Là, le minerai est raffiné puis chargé sur des phosphatiers, lors de ce qu'on appelle un « chargement à la sauterelle », par des bandes transporteuses qui accèdent au point d'ancrage des bateaux grâce à deux séries de structures cantilever, Nauru ne disposant pas de port en eau profonde.
Entre 1968 et 2002, Nauru a exporté 43 millions de tonnes de phosphate ce qui lui rapporta 3,6 milliards de dollars australiens.
Aujourd'hui, les gisements de phosphate sont quasiment épuisés et se pose désormais le problème de la réhabilitation du centre de l'île, constitué de pitons calcaires arides et stériles.

## Histoire
En 1900, le Britannique Albert Ellis, qui travaille pour le compte de la Pacific Islands Company, une entreprise britannique basée en Australie, découvre d'importants gisements de phosphate sur les îles de Nauru et de Banaba. En 1906, l'entreprise rachète le droit d'exploitation du sous-sol à la Jaluit Gesellschaft. Renommée Pacific Phosphate Company, elle se consacre presque exclusivement à l'extraction du phosphate.
À la suite de la Première Guerre mondiale qui entraîné l'entrée de Nauru dans l'empire colonial britannique, la British Phosphate Commission est  mise en place en remplacement de la Pacific Phosphate Company et poursuit l'exploitation du phosphate jusqu'à l'indépendance, excepté durant la période de la Seconde Guerre mondiale durant laquelle les Japonais occupent l'île.
En 1967, alors que Nauru entame un processus de décolonisation, les Nauruans rachètent la compagnie britannique et en 1970 l'État nouvellement indépendant nationalise l'entreprise et la rebaptise Nauru Phosphate Corporation.
Le gouvernement plaça les profits de la compagnie dans un fond, le Nauru Phosphate Royalties Trust, destiné à assurer le futur des îliens; cependant de mauvais investissements et la corruption limitèrent les bénéfices induits[réf. nécessaire].

## Galerie

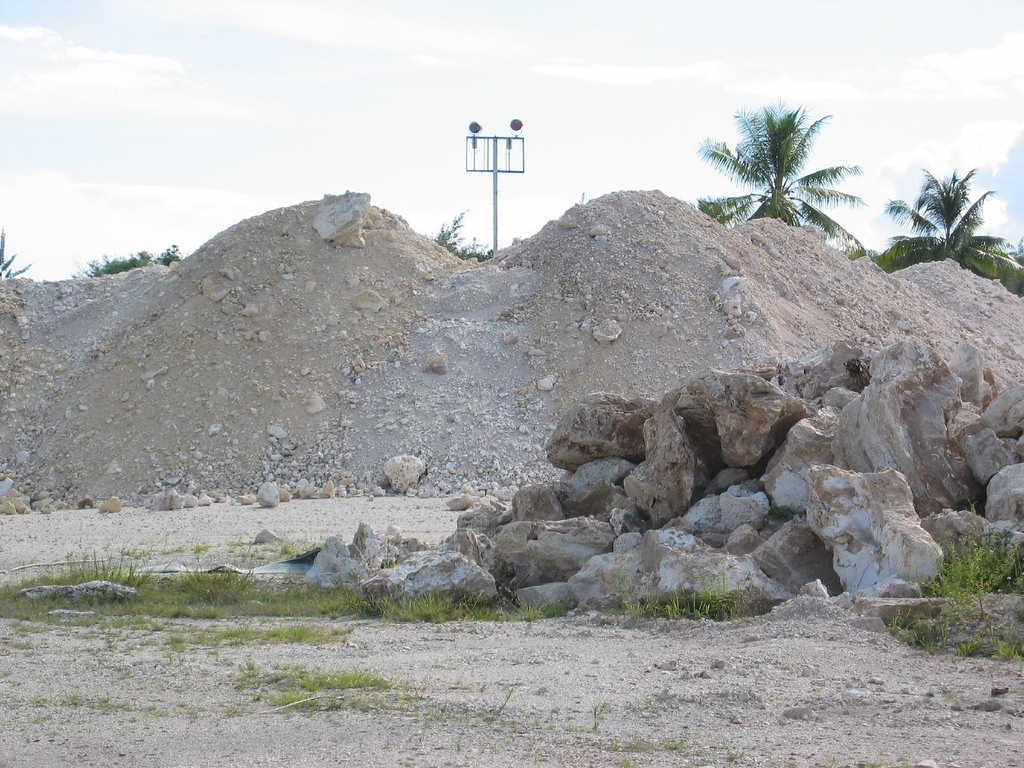
Stock de phosphate.
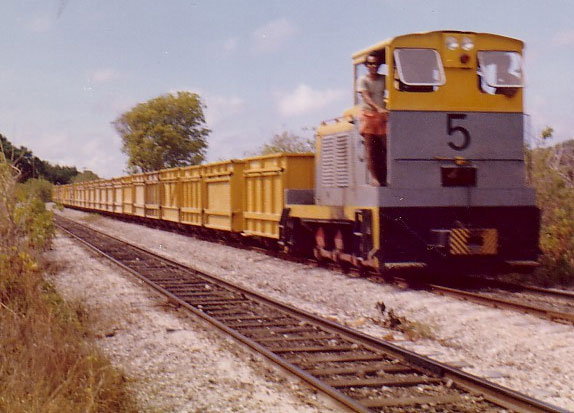
Train qui acheminait le phosphate depuis le plateau vers la côte.
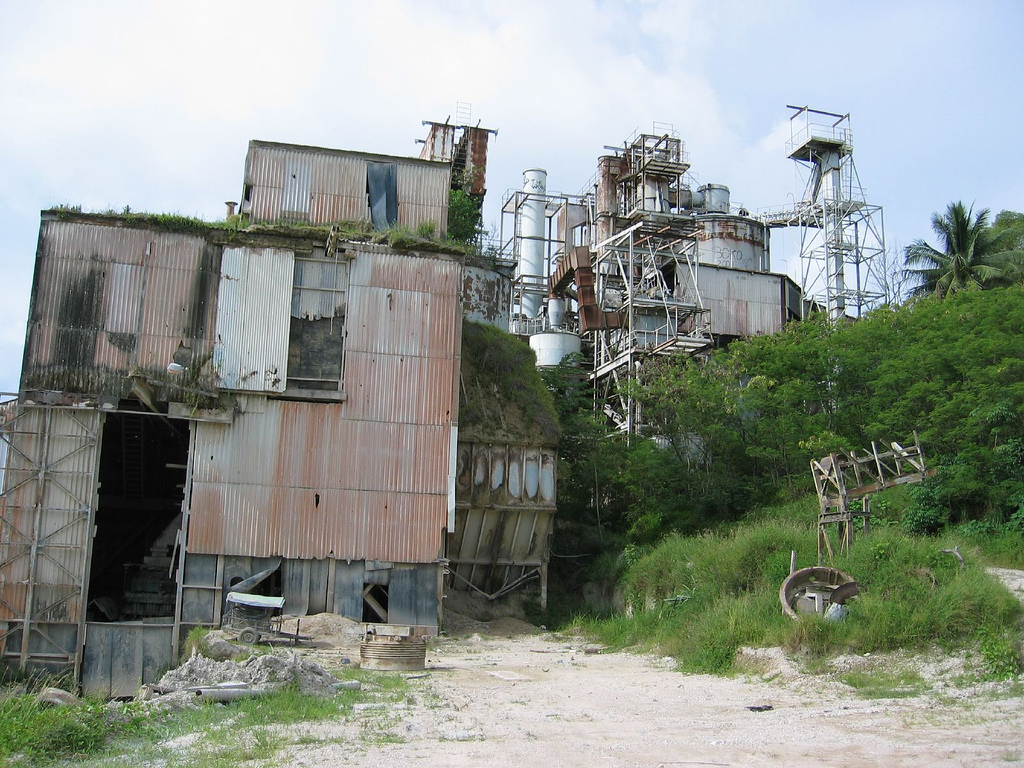
Raffinerie de phosphate tombant en ruine.
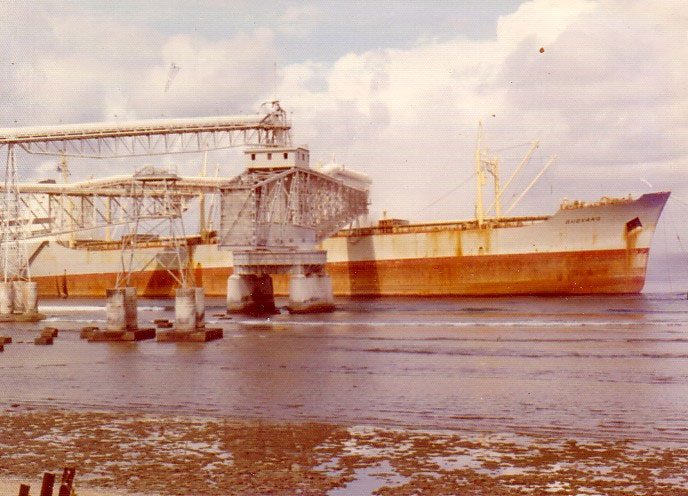
Bateau en train d'être chargé de phosphate au moyen de structures en cantilever.
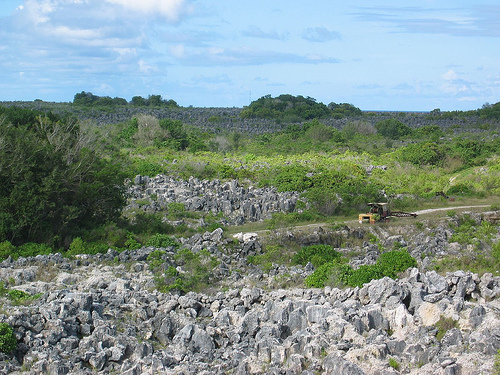
Paysage lunaire formé de pitons calcaires à la suite de l'extraction du phosphate.
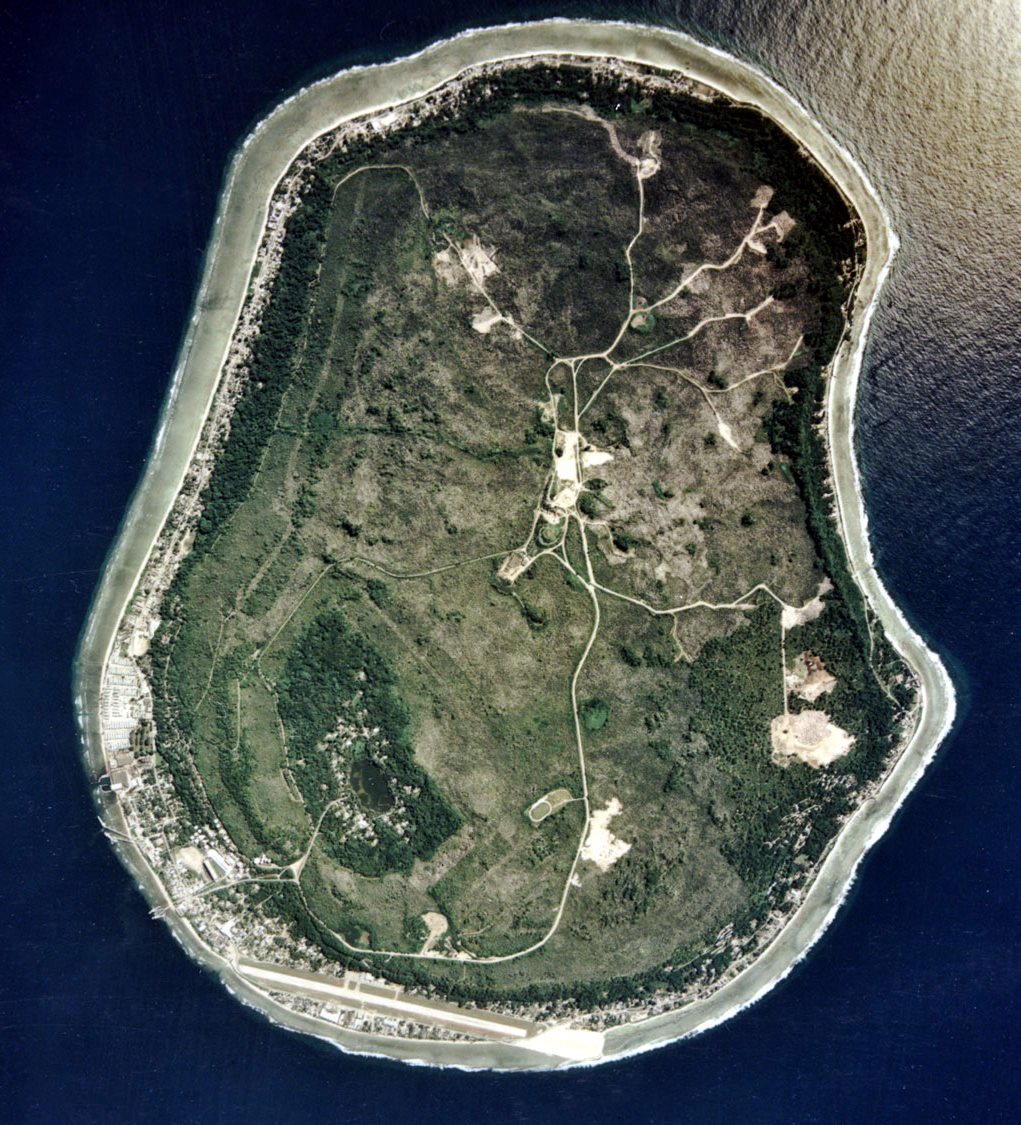
Photo satellite montrant les zones touchées par l'exploitation du phosphate.